# Kalanchoe laciniata
Kalanchoe laciniata ist eine Pflanzenart der Gattung Kalanchoe in der Familie der Dickblattgewächse (Crassulaceae).

## Beschreibung

### Vegetative Merkmale
Die zweijährige oder mehrjährige Kalanchoe laciniata erreicht Wuchshöhen von 40 bis 150 Zentimetern. Die gewöhnlich einfachen, stielrunden, aufrechten, rötlichen Sprossachsen sind unten kahl und oben etwas filzig. Die gegenständig angeordneten Laubblätter sind in Blattstiel und -spreite gegliedert. Der 2 bis 9 Millimeter lange Blattstiel ist abgeflacht, rinnig und an der Basis verbreitert oder halb stängelumfassend. fleischigen, grünen Blattspreiten sind kahl oder an den oberen Triebteilen oft etwas flaumig behaart. Die Form der Blattspreite ist sehr variabel. Sie ist gewöhnlich zusammengesetzt oder tief eingeschnitten, dreigeteilt oder mit drei Teilblättern auch drei- bis fünffiederspaltig oder gefiedert, manchmal aber auch ganzrandig. Die Teilblätter sind eiförmig, lanzettlich bis linealisch. Sie sind an der Spitze verschmälert und zugespitzt. Der Blattrand ist gekerbt, gezähnt, rau gesägt bis geschlitzt. Die Blattabschnitte sind 2 bis 14 Zentimeter lang und 2,5 bis 8 Zentimeter breit.

### Blütenstände und Blüten
Die Blütenstände bilden 40 bis 60 Zentimeter lange ebensträußige oder rispige Zymen, die fein und dicht drüsig-flaumig behaart sind. Die aufrechten Blüten sind spärlich flaumhaarig-drüsig und sitzen an 1 bis 10 Millimeter langen Blütenstielen. Die Kelchröhre erreicht Längen zwischen 0,4 und 1,5 Millimeter. Ihre zugespitzten Zipfel sind dreieckig-lanzettlich bis länglich eiförmig und 2,5 bis 5 (selten 7) Millimeter lang und 1 bis 2,5 Millimeter breit. Die Kronblätter sind 1 bis 10 lang, cremefarben bis blassgelb oder orange bis lachsrosa. Die längliche ampullenförmige Kronröhre ist 9 bis 11 (selten bis 15,5) Millimeter lang und hat zugespitzte, länglich bis eiförmig lanzettliche Zipfel mit aufgesetztem Spitzchen. Die nicht herausragenden Staubfäden sind oberhalb der Mitte der Kronröhre angeheftet.
Die Chromosomenzahl beträgt 2n = 34 oder 68.

## Vorkommen
Kalanchoe laciniata ist in Marokko, im Osten, Süden und Südwesten von Afrika sowie auf der Arabischen Halbinsel verbreitet. Sie gedeiht in Höhenlagen von 450 bis 2000 Metern und wächst in offenem Buschland, unter Strauchwerk und an Rändern von Dickichten.

## Taxonomie
Die Erstbeschreibung unter dem Namen (Basionym) Cotyledon laciniata erfolgte 1753 durch Carl von Linné Species Plantarum, Stockholm 1753, S. 430. Augustin-Pyrame de Candolle stellte sie 1802 als Kalanchoe laciniata (L.) DC. in Plantarum Historia Succulentarum, Tafel 100 in die Gattung Kalanchoe. Es existieren zahlreiche Synonyme, da diese Art sehr polymorph ist.

## Nachweise